# Megokris granulosus
Megokris granulosus är en kräftdjursart som först beskrevs av William Aitcheson Haswell 1879.  Megokris granulosus ingår i släktet Megokris och familjen Penaeidae. Inga underarter finns listade i Catalogue of Life.